# 岩崎明子
岩崎明子（日语：／ Iwasaki Akiko，1970年9月13日—）是一名日裔美國免疫學家，耶魯大學免疫生物學與分子、細胞與發育生物學斯特林教授。她也是霍華德·休斯醫學研究所的首席研究員。她的研究興趣包括先天性免疫、自噬作用、發炎性體、性傳染病感染、單純皰疹病毒、人類乳突病毒、呼吸道病毒感染、流感感染、T細胞免疫、共生細菌、COVID-19和長新冠。
岩崎於2018年獲選為美國國家科學院院士。她是美國免疫學家協會2023-2024年度主席。

## 生平
岩崎在三重縣伊賀市出生長大，父親是一名物理學家，母親在工作場所為女性爭取權利。她有兩個姐妹。。高中畢業後，她移居加拿大多倫多，並於1994年獲得多倫多大學生物化學和物理學士學位。她曾希望像父親一樣成為數學家或物理學家。然而在上了一堂免疫學課後，她的興趣改變了。
岩崎於1998年獲得多倫多大學免疫學博士學位。她在美國國立衛生研究院黏膜免疫學家布萊恩·李·凱爾薩爾（Brian Lee Kelsall）的實驗室做博士後研究。2000年，她在耶魯大學成立了自己的實驗室。2022年，岩崎獲得耶魯大學教授的最高學術榮譽——斯特林教授職位。

## 研究工作

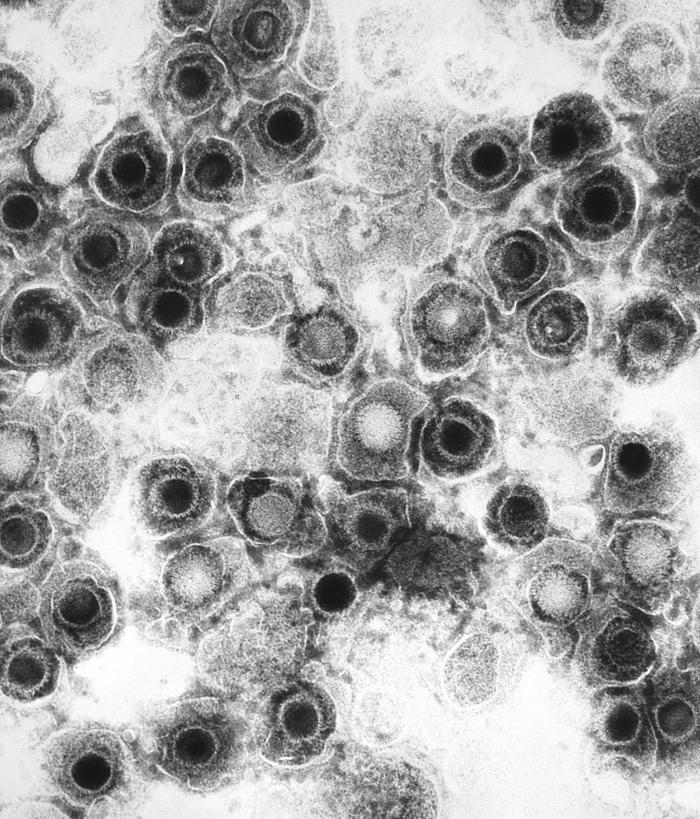
單純皰疹病毒（TEM），是岩崎研究的眾多病毒之一。

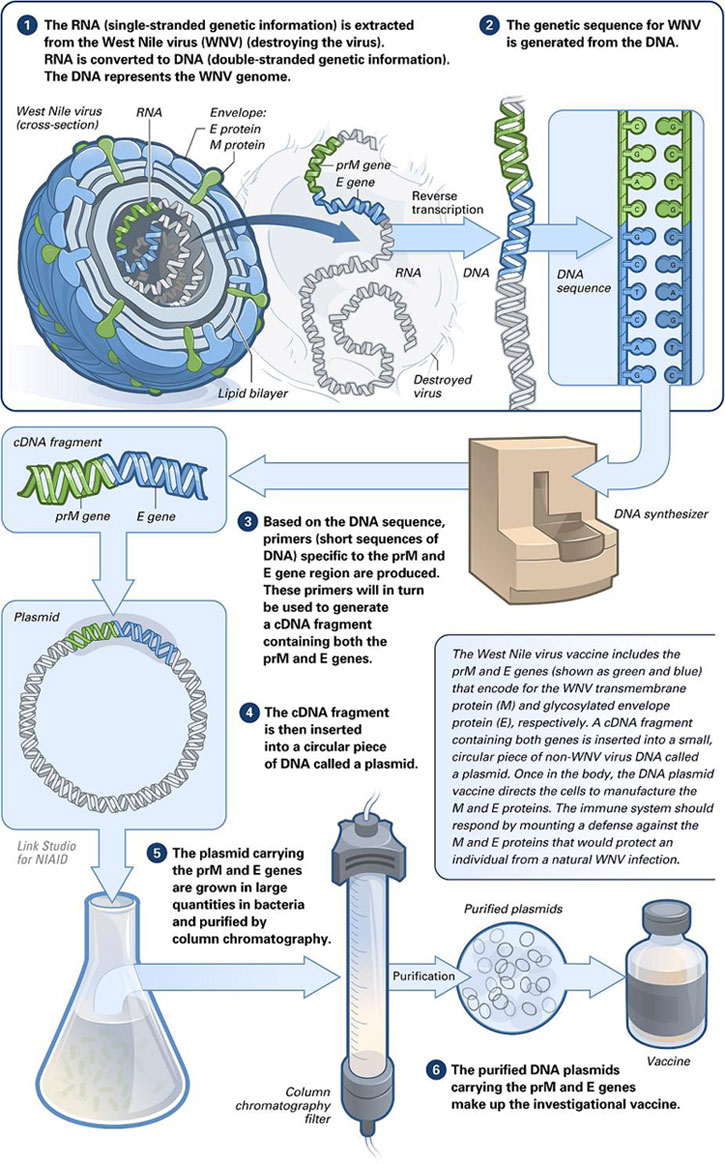
DNA疫苗的製作。岩崎研究了DNA疫苗如何引起免疫反應。

岩崎在研究DNA疫苗如何引起免疫反應的博士計畫時，率先發現抗原呈遞細胞存在於血液中，而不是肌肉。當時科學家認為，肌肉細胞對於提醒免疫系統注意疫苗編碼的外來蛋白質或抗原至關重要，因為DNA疫苗注射到肌肉中效果最好。
岩崎的研究重點仍然是了解先天免疫系統以及如何利用這些資訊產生保護性後天免疫。岩崎和她的團隊研究肺部對流感和生殖道對單純皰疹病毒的免疫反應。總之，他們的目標是設計出有效的疫苗或殺微生物劑來預防病毒和細菌病原體的傳播。岩崎開發出了一種名為「原漿和牽引」的兩階段疫苗接種策略，第一步是接種常規疫苗，第二步是在目標組織中施用趨化因子。根據此策略，岩崎開發了一種疫苗，目前正在進行臨床試驗，用於治療子宮頸癌前病變的婦女，以預防子宮頸癌。岩崎是耶魯大學科學戰略委員會的成員，她主張利用發炎的有益方面來「防治中風、心臟病和糖尿病等常見疾病」。
基於對病毒感染免疫反應的興趣，岩崎也領導了人類鼻病毒和茲卡病毒的研究。岩崎的研究小組是第一個創建茲卡病毒陰道感染小鼠模式的研究小組。最近，岩崎深入研究了COVID-19患者的免疫反應以及SARS-CoV-2感染的性別差異。她也正在研究長新冠和其他急性感染後出現的綜合徵的影響。
根據Google學術的數據，截至2023年8月，她的一篇題為《Toll樣受體對適應性免疫反應的控制》的論文已被引用5,300多次，並於2004年10月發表在《自然-免疫學》上。2015年1月，岩崎的一項研究發表在《美國國家科學院院刊》。這項題為《針對普通感冒病毒的溫度依賴性先天防禦限制小鼠氣道細胞在溫暖溫度下的病毒複製》的研究探討了溫度與免疫反應之間的關係。

## 個人生活
岩崎是眾所周知的科學界女性倡導者，包括對負擔得起的托兒服務表示支持。。此外，她也公開支持移民及其對科學的貢獻。岩崎在推特上就COVID-19提出公共衛生建議，主張在大流行病早期保持社交距離，因此贏得許多人的關注
她的丈夫是耶魯醫學院免疫生物學教授魯斯蘭·麥哲托夫。他們有兩個女兒。

## 榮譽
- 伯勒斯惠康基金會生物醫學科學職業獎（2000）[7]
- 艾瑟爾·多納休婦女健康計畫研究員獎（2003）[7]
- 美國傳染病學會惠氏萊德爾青年研究員獎（2003）[7]
- 伯勒斯惠康基金傳染病發病機制研究員（2005）[7]
- 美國免疫學家協會BD生物科學研究員獎（2011）[7]
- 美國微生物學會禮來公司研究獎（2012）[7]
- 激勵耶魯獎（2017）[5]
- 耶魯大學 Charles W. Bohmfalk 教學獎（2018）[5]
- 國際細胞激素和乾擾素學會西摩和維維安·米爾斯坦幹擾素和細胞激素研究卓越獎（2019）[24]
- 美國文理科學院院士[25]
- 耶魯大學免疫生物學和分子、細胞與發育生物學斯特林教授（2022）[6]
- 狼瘡研究聯盟狼瘡洞察力獎（2022）[26]
- 埃爾斯·克羅納-費森尤斯（英语：Else Kröner-Fresenius Foundation）醫學研究獎（2023）[27]
- 狼瘡研究聯盟威廉保羅博士傑出創新獎（2023）[28]